# Tonny Hermansen
Tonny Hermansen (født d. 12. november 1965) er en tidligere dansk fodboldspiller og nuværende fodboldtræner. Han var senest cheftræner for Vejle Boldklub, hvor han den 17. juni 2013 blev Hermansen præsenteret som cheftræner i  på en 3-årig aftale,  men den 20. oktober 2014 fraatrådte med øjeblikkelig virkning.

## Spillerkarriere
Tonny Hermansens spillede i sin aktive karriere en del divisionskampe for de fynske klubber  Næsby og  Nr. Aaby. Han har desuden spillet fem kampe på Danmarks U/16-landshold, hvor det blev til ét mål. 

## Trænerkarriere
Tonny Hermansen var ansat 23 år i  DBU Fyn, inden han i 2007 takkede ja til en stilling som ungdomstræner i FC Midtjylland. Senere blev han en del af trænerstaben omkring superligaholdet i den midtjyske klub, hvor han primært stod for den offensive træning. 
Ved siden af trænerrollen i FC Midtjylland har Hermansen fungeret som supervisor og gæstetræner i forskellige danske og udenlandske klubber. Blandt andet har han trænet talenter under Østrigs fodboldforbund. Hermansen er meget optaget af at styrke den teknisk-offensive del af fodboldspillet og har udgivet flere fodbold-DVD'er. 
I Vejle Boldklub overtog Hermansen ansvaret for A-truppen efter klubbens tidligere cheftræner Kim Brink. Resultaterne for VB i efterårssæsonen 2014 var dog skuffende, hvorefter samarbejdet ophørte. 